# Королівський ботанічний сад Мадрида
Королівський ботанічний сад Мадрида (ісп. Real Jardín Botánico de Madrid) — ботанічний сад у Мадриді, столиці Іспанії. Вхід для відвідувачів знаходиться на Пласа-де-Мурільо, поруч з музеєм Прадо. Ботанічний сад є членом Міжнародної ради ботанічних садів з охорони рослин (BGCI), його міжнародний код MA.

## Історія
Ботанічний сад був заснований 17 жовтня 1755 року по наказу короля Фернандо VI. Початково він розташовувався на березі річки Мансанарес, поблизу сучасного району Пуерта-де-Йерро. У саду було розміщено більше двох тисяч рослин, які були вирощені ботаніком Хосе Кером. 1774 року король Карл III велів перенести сад на його нинішнє місце. Плануванням саду займалися архітектори Франческо Сабатіні і Хуан де Вільянуева. 1781 року сад був відкритий.
1794 року сад був істотно розширено рослинами, привезеними до Іспанії Алессандро Маласпіною. 1857 року  в саду була побудована нова оранжерея і заснований невеликий зоопарк, згодом перенесений в парк Буен Ретіро.
1886 року безліч дерев на території саду було знищено внаслідок урагану.
1942 року Королівський ботанічний сад був включений в список Історичних садів культурної спадщини Іспанії.
З 1974 по 1981 ботанічний сад був закритий на реконструкцію, у ході якої було відновлено його первісне планування.

## Опис
Сад розділений на сім основних відкритих майданчиків на трьох рівнях (терасах), а також має п'ять оранжерей, які дозволяють вирощувати види, які не підходять для середземноморсько-континентального клімату Мадрида. Всього колекції саду включають близько 5600 таксонів рослин.
- Тераса Лос-Квадрос (ісп. Terraza de los Cuadros) — колекції декоративних, лікарських, ароматичних, ендемічних рослин і фруктових дерев, зібрані навколо невеликого фонтана. У південно-західній частині тераси знаходиться японський сад.
- Тераса ботанічних шкіл (ісп. Terraza de las Escuelas Botánicas) — таксономічна колекція рослин, упорядкованих філогенетично і розташованих на ділянках біля 12 невеликих фонтанів.
- Тераса квітів (ісп. Terraza del Plano de la Flor) — різноманітна колекція дерев і чагарників, яка була створена в середині дев'ятнадцятого століття в романтичному англійському стилі. На терасі також є павільйон Вільянуеви, побудований 1781 року як оранжерея, і ставок з бюстом Карла Ліннея.

## Галерея

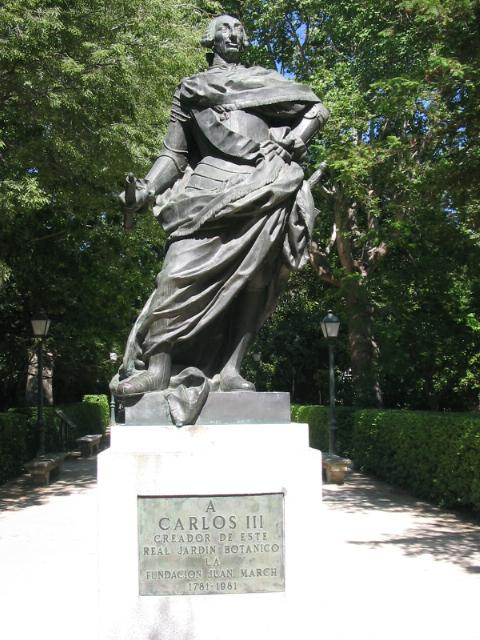
Статуя короля Карла III
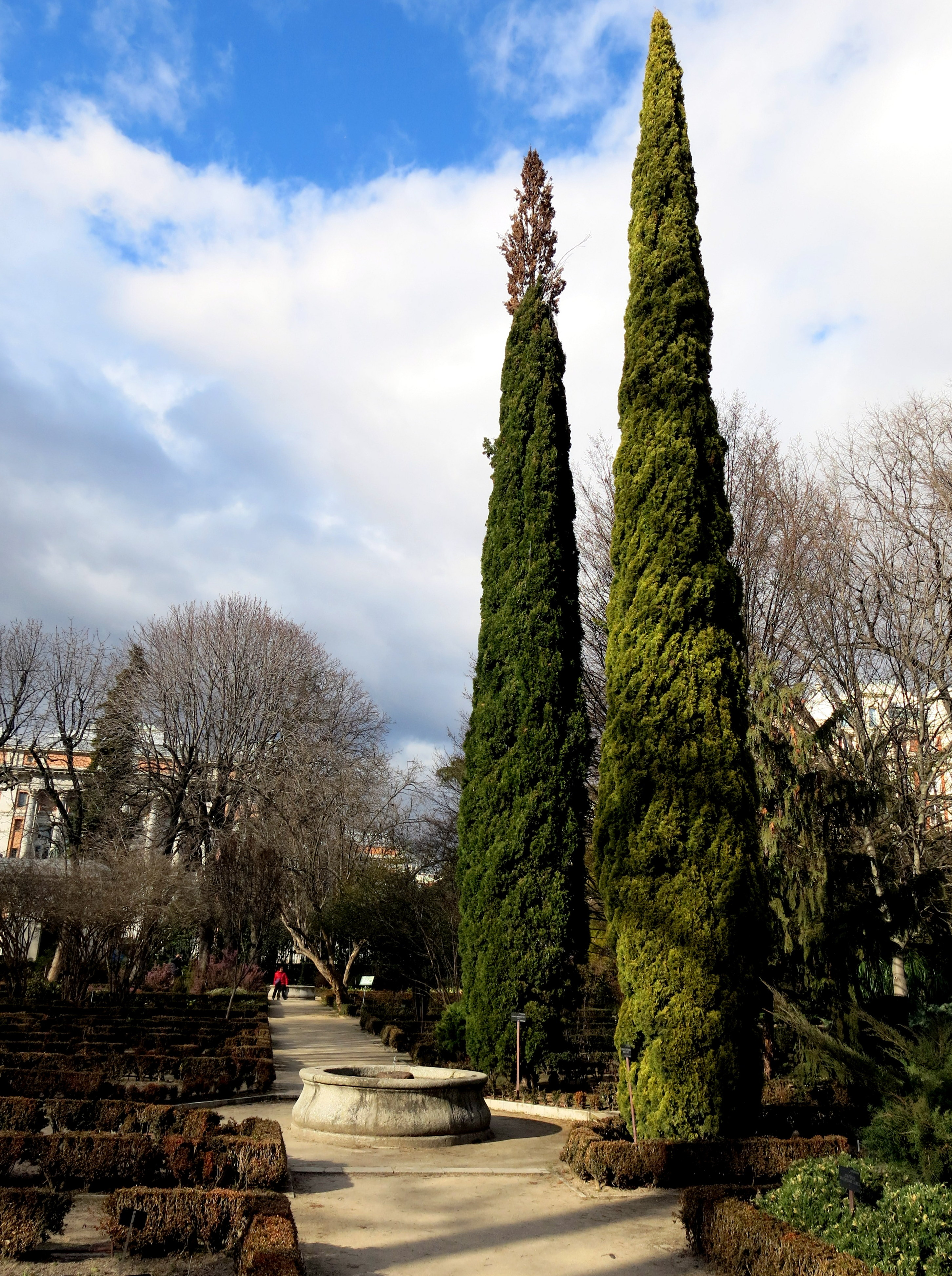
Ботанічний сад взимку
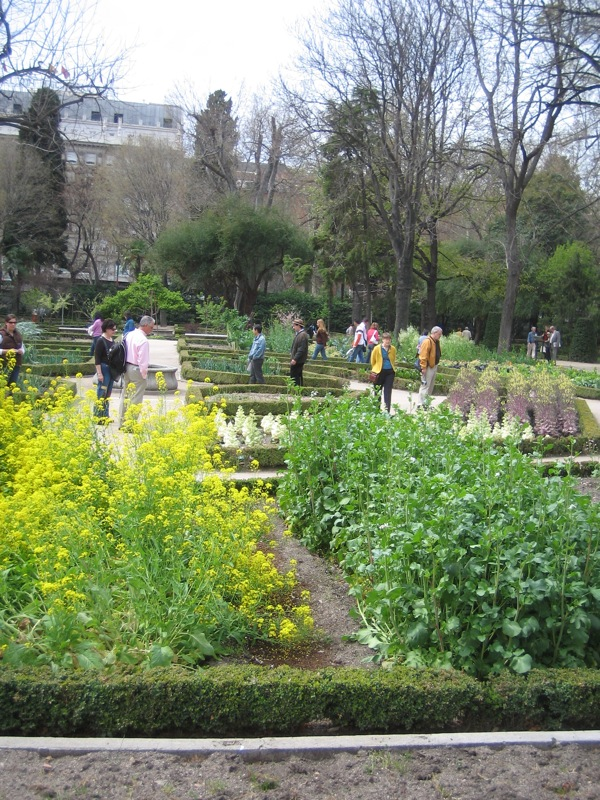
Ботанічний сад влітку
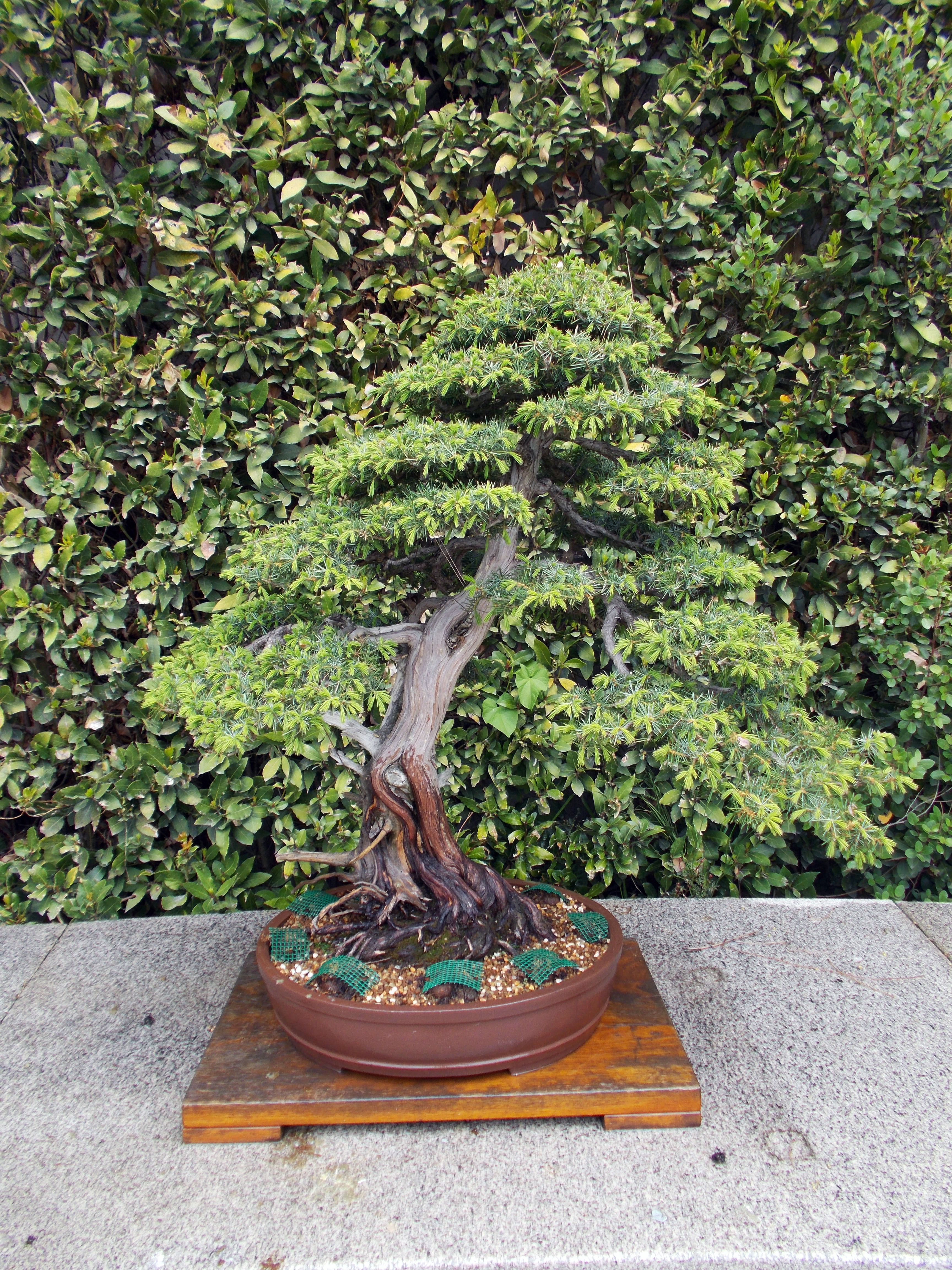
Бонсай (Juniperus rigida)
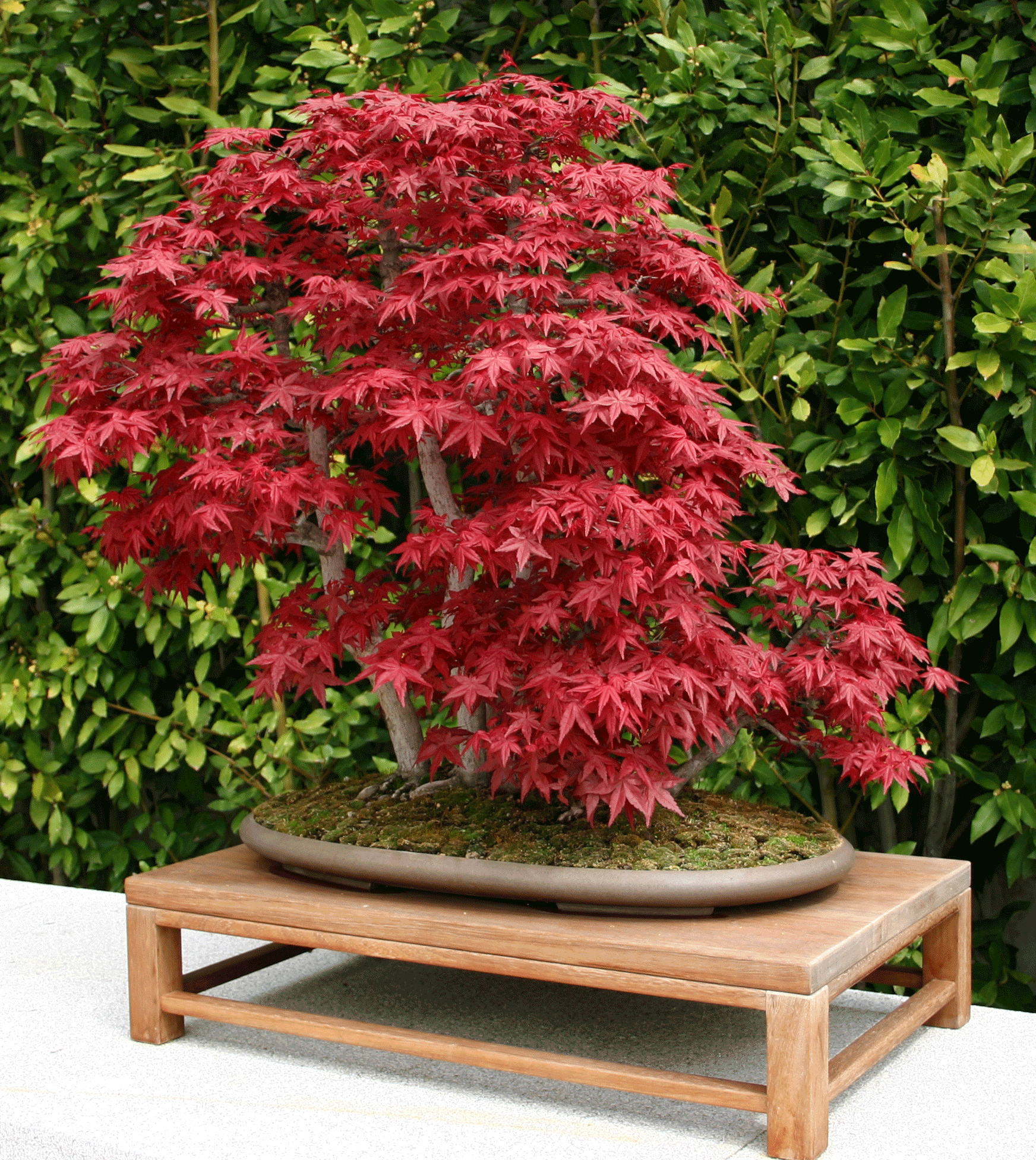
Бонсай
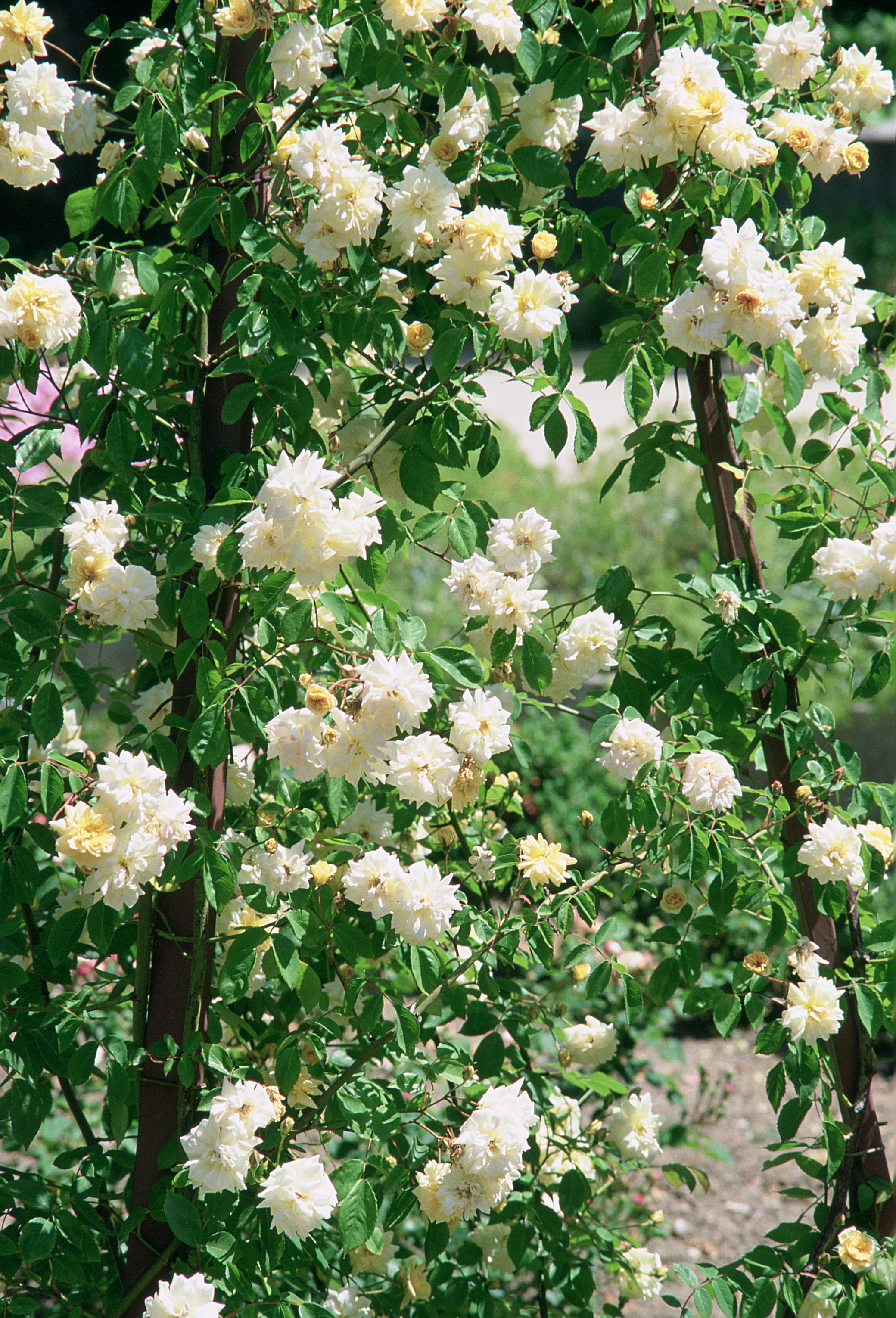
Роза Alister Stella Gray
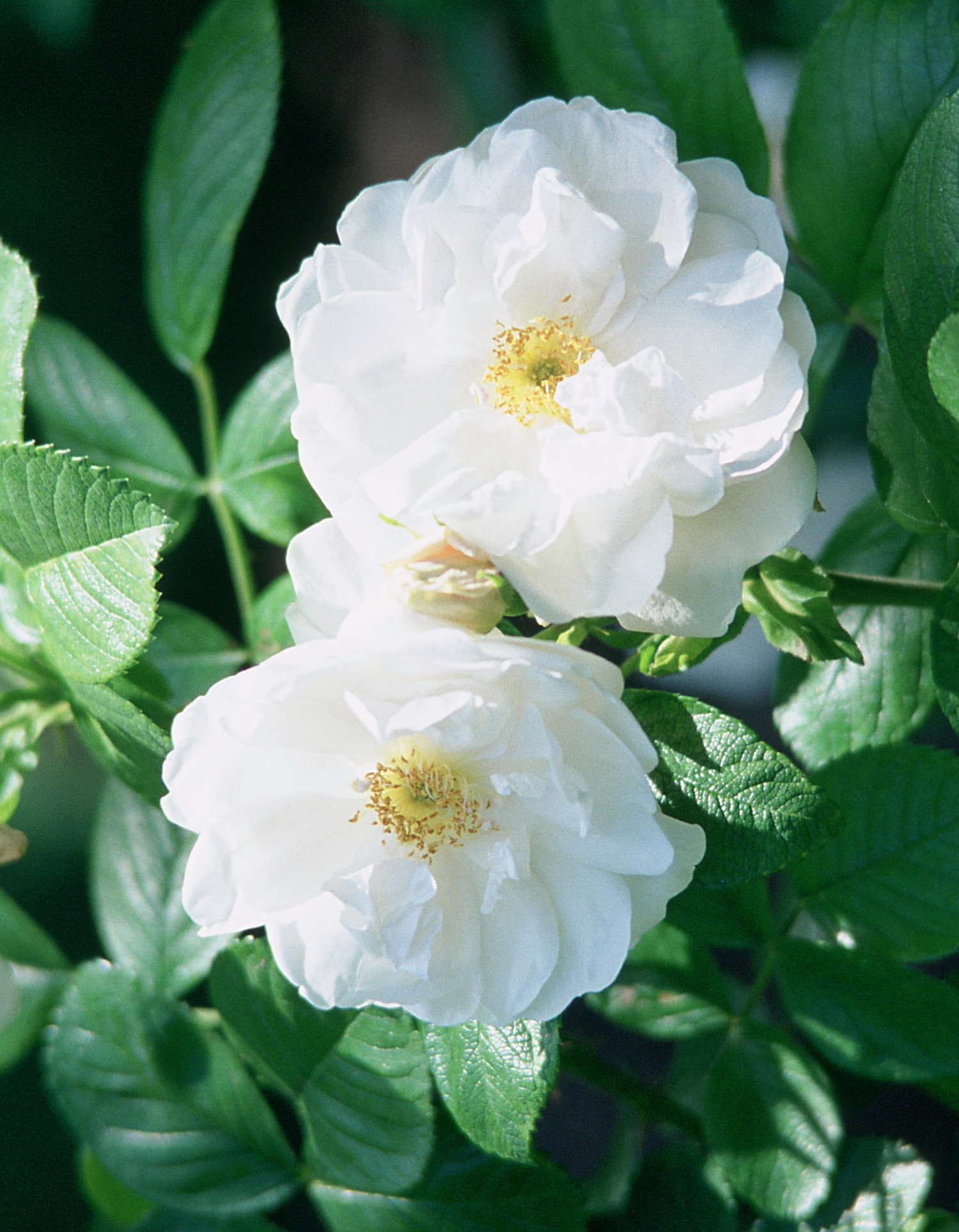
Роза Mary Manners
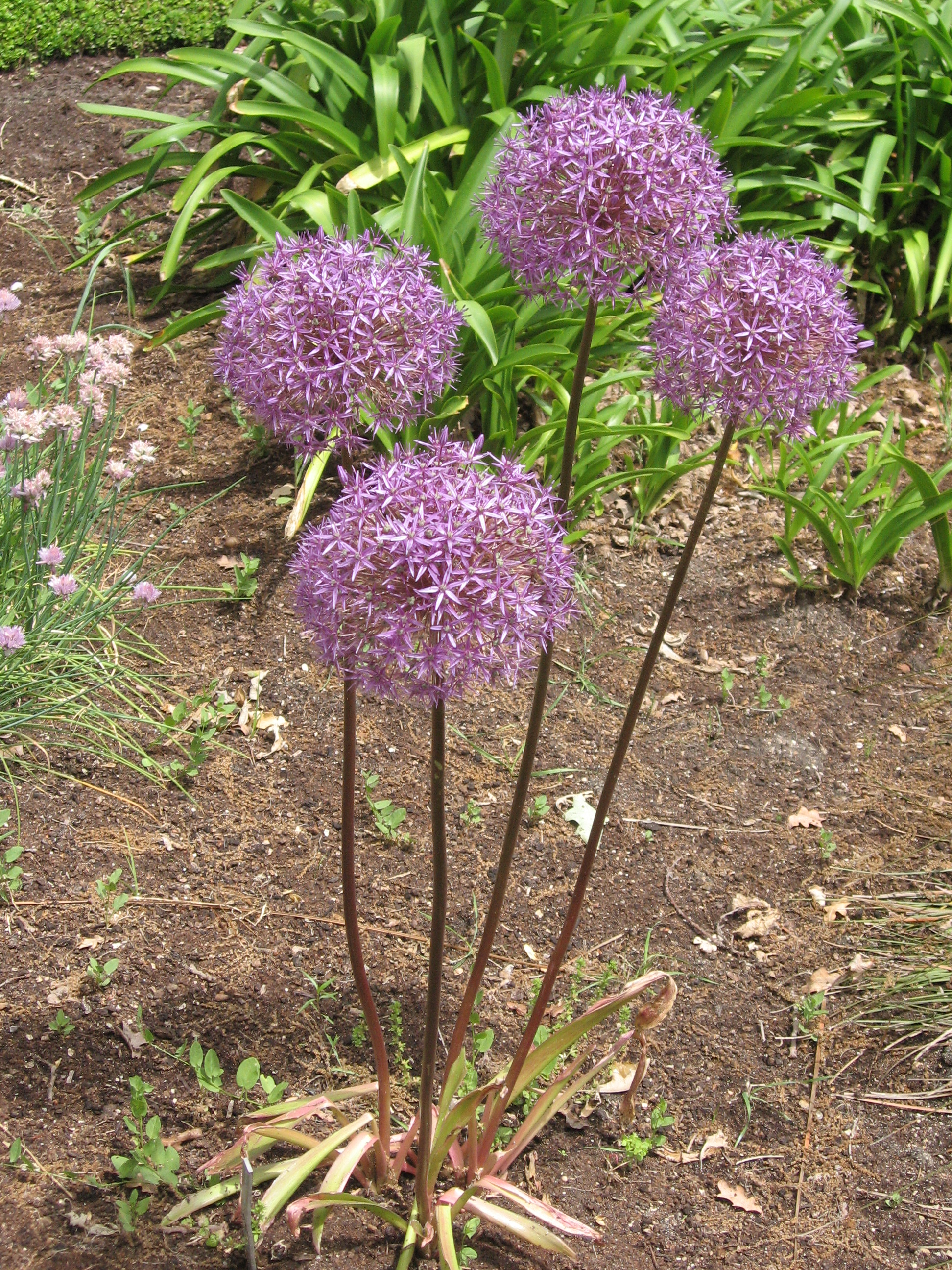
Allium giganteum
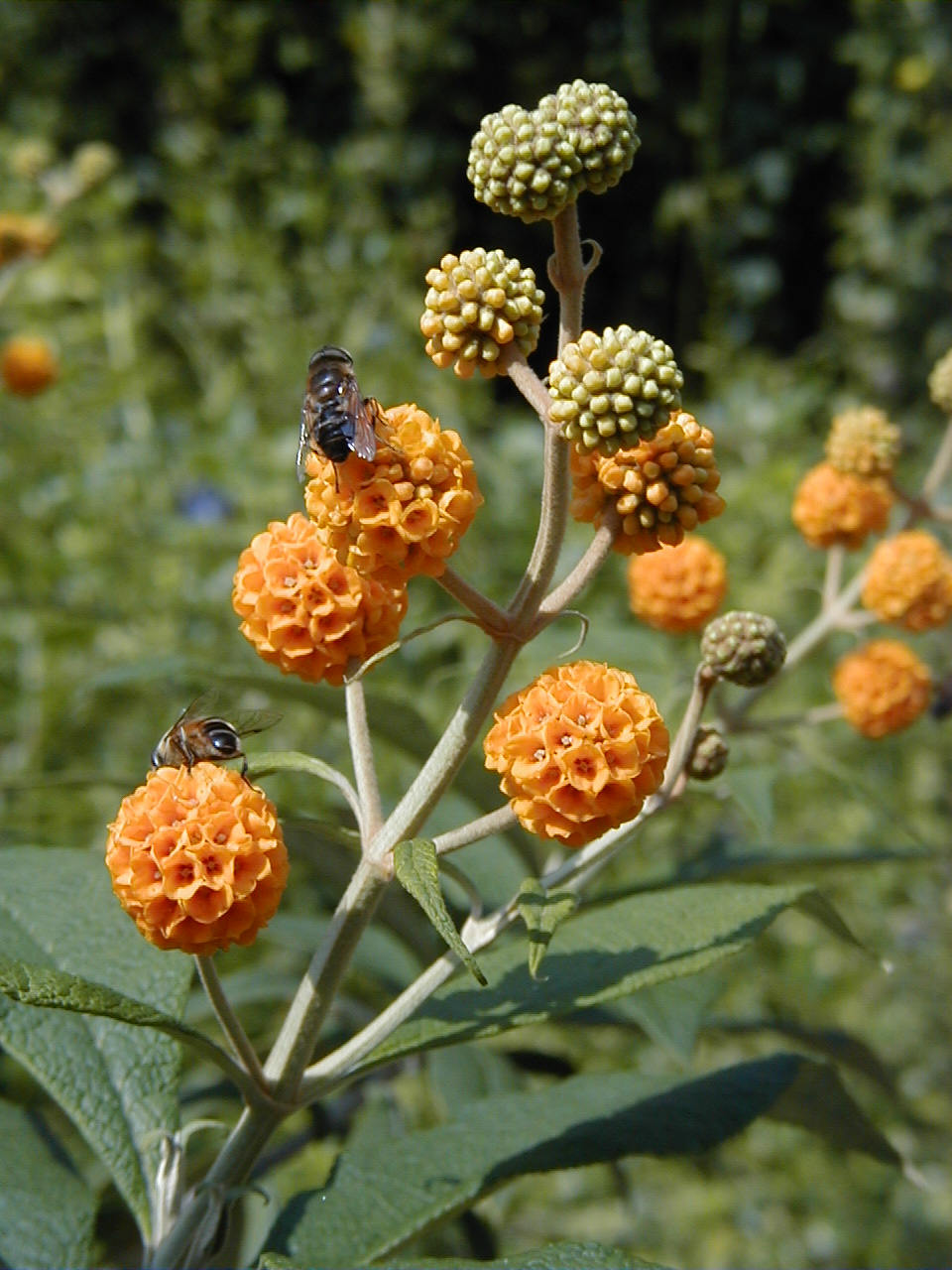
Buddleja globosa
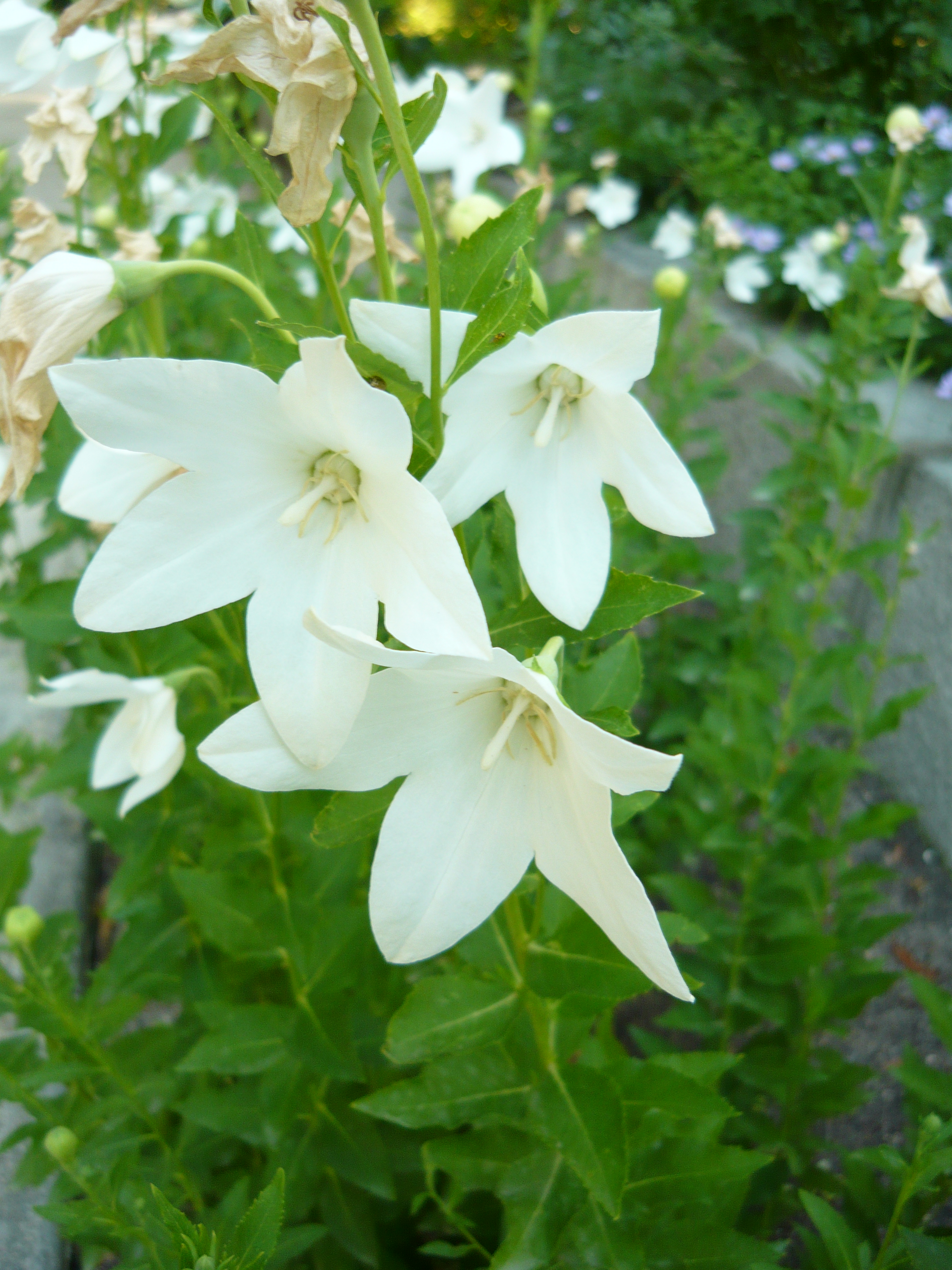
Platycodon grandiflorum
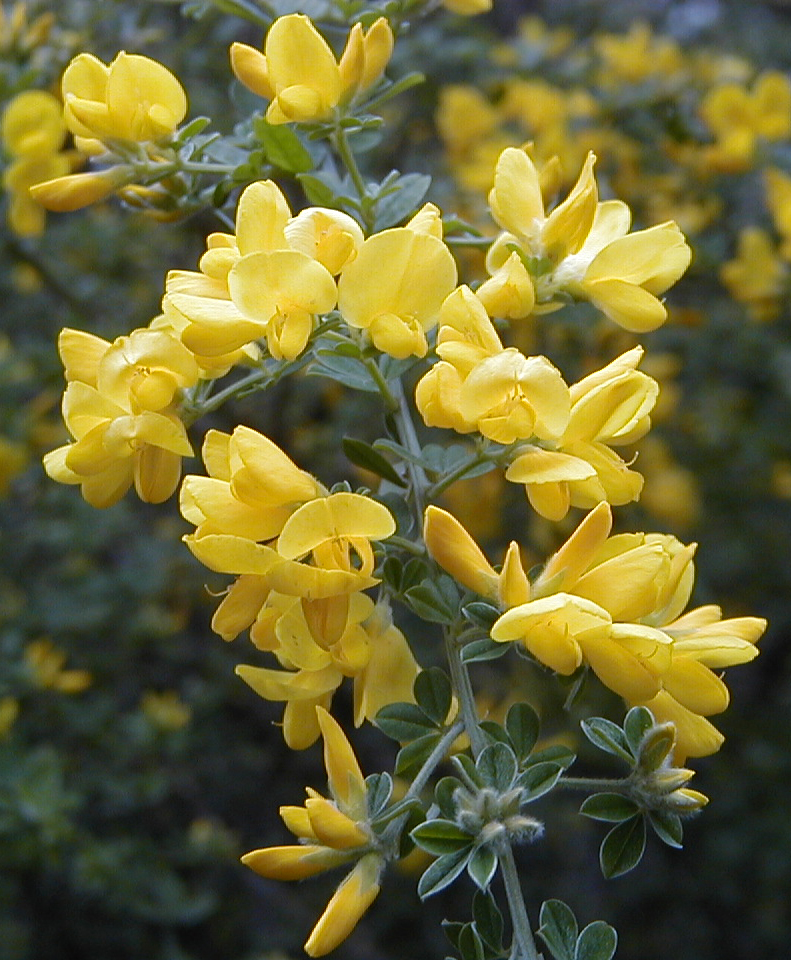
Teline canariensis
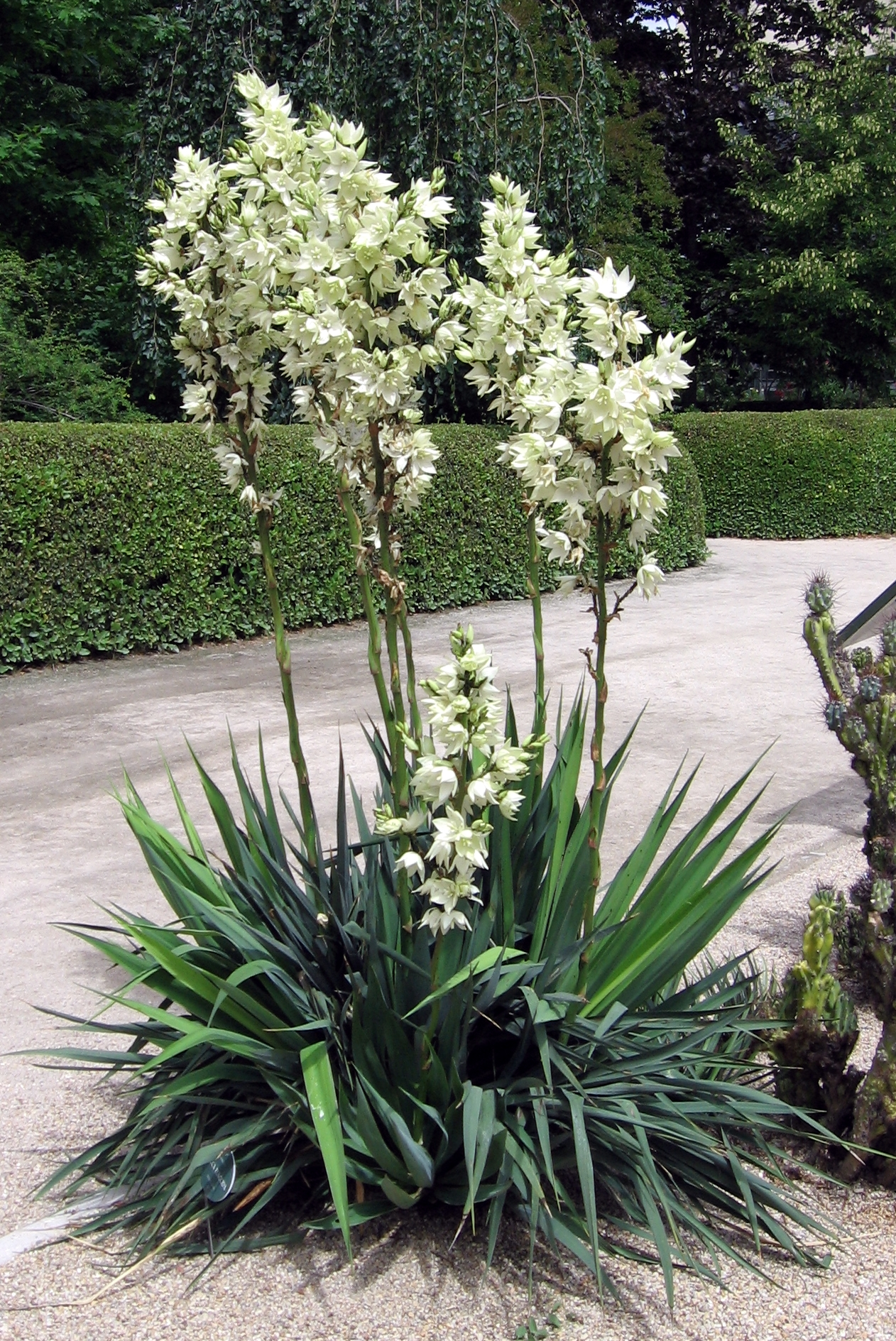
Yucca flaccida